# Вал (Сахалинская область)
Вал — село в Ногликском городском округе Сахалинской области России, в 61 км от районного центра. 

## География
Находится на берегу реки Вал.

## Население
| 2002 | 2010 | 2013 | 2021 |
| ---- | ---- | ---- | ---- |
| 1212 | ↘897 | ↘826 | ↘676 |

Преобладающая национальность — русские (89 %).

## Инфраструктура
В 2009 году в селе открылось здание новой средней школы, которая дала не только новые учебные места посёлку, но и рабочие места.